# Nuovi Saggi della Imperiale Regia Accademia di Scienze
Nuovi Saggi della Imperiale Regia Accademia di Scienze (abreviado Nuovi Saggi Imp. Regia Accad. Sci. Padova) fue una revista científica con ilustraciones y descripciones botánicas que fue publicado en Padua desde 1831 hasta 1883, con el nombre de Nuovi Saggi della Imperiale Regia Accademia di Scienze, Lettere ed Arti di Padova.